# Hüseyin Velioğlu
Hüseyin Velioğlu   (Bağözü, 1 de gener de 1952 - Beykoz, 17 de gener de 2000) fou el líder del Hizbollah Kurd, una organització extremista kurda a principis dels anys 90. Velioğlu encapçalava una de les branques d'aquesta organització. Fou mort en un enfrontament amb la policia a Beykoz el 17 de gener del 2000.
Hüseyin Velioğlu va néixer a Batman el 1952. Era d'origen kurd Nasqué com a Hüseyin Durmaz. Canvià el seu cognom el 1978. Va estudiar a la facultat de ciències polítiques de la Universitat d'Ankara. El 1980, se n'anà a Diyarbakir, i el 1987, fundà el Hizbollah Kurd. Quan es van produir desacords en el si de l'organització, Velioğlu pertanyia a la direcció de l'anomenada branca Ilim. Aquesta branca es va involucrar en la lluita armada per aconseguir el seu objectiu de derrocar el govern i instal·lar un règim islàmic. Tanmateix, i malgrat la coincidència de nom, aquest grup no té res a veure amb la libanesa Hesbol·là. Velioğlu fou mort en una casa durant el tiroteig entre els seus ocupants i la policia.